# Raymundo Américo de Souza Teixeira Mendes
Raymundo Américo de Souza Teixeira Mendes (Rio de Janeiro, 5 de janeiro de 1888 – 22 de dezembro de 1930) foi um médico brasileiro.
Doutorado em medicina pela Faculdade de Medicina do Rio de Janeiro em 1911, defendendo a tese “Os reflexos pouco explorados”. Foi eleito membro da Academia Nacional de Medicina em 1928, sucedendo Augusto Cezar de Freitas na Cadeira 07, que tem José Pereira Rego como patrono.